# 10133 Gerdahorneck
10133 Gerdahorneck eller 1993 GC1 är en asteroid i huvudbältet som upptäcktes den 15 april 1993 av den amerikanske astronomen Henry E. Holt vid Palomarobservatoriet. Den är uppkallad efter Gerda Horneck.
Asteroiden har en diameter på ungefär 5 kilometer.